# Normandia Superioară
Normandia Superioară (franceză Haute-Normandie) a fost una dintre cele 26 regiuni ale Franței de până la reforma administrativ-teritorială din 2014. Capitala regiunii era orașul Rouen, iar regiunea cuprindea 2 departamente. La 1 ianuarie 2016 Normandia Superioară a fost reunită cu Normandia Inferioară în cadrul regiunii Normandia. 

## Istoric
Regiunea a fost creată în 1956 prin formarea a doua regiuni în zona ocupată tradițional de Normandia, o veche provincie și fost ducat cu o istorie ce se întinde până în secolul X astfel că istoria celor două regiuni are foarte puține momente separate. 
În timpul Imperiului Roman, regiunea era divizată între mai multe orașe stat foarte prospere. Ulterior regiunea a fost cucerită de către franci în secolul V, iar după cucerirea de către normanzi în secolul IX regiunea a căpătat un rol din ce în ce mai important în Istoria Europei. 
Cucerirea Angliei din 1066 de către William Cuceritorul a reprezentat începutul unui lung conflict dintre Anglia și Franța pentru controlul Normandiei. Care în următoarele secole a trecut în repetate rânduri din posesia unui regat în a celuilalt. În cele din urmă, Franța a recâștigat definitiv regiunea între 1436 și 1450, iar din 1468 a devenit domeniu regal. În timpul reformei noile idei religioase au găsit un suport puternic în regiune și aceasta a fost afectată de Războiul religiilor dintre Catolici și protestanți din secolul XVI. 
După Debarcarea din Normandia, în timpul celui de-al doilea război mondial au avut loc numeroase lupte pe teritoriul regiunii până la data de 12 septembrie 1944, zi ce marchează eliberarea ultimului oraș din Normandia Superioară - Le Havre. 

## Geografia
Regiunea este puternic marcată de fluviul Sena care are cursul inferior pe teritoriul ei. Aceasta formează o vale largă și la vărsarea în Marea Mânecii formează un estuar. În rest, relieful este valonat, fără înălțimi foarte mari, și tradițional peisajul era de tip bogage, pășuni și terenuri agricole, delimitate de rânduri de copaci și arbuști ce se întind deasupra drumurilor, uneori acoperindu-le. Acest aspect, datorită amenajărilor teritoriului pentru agricultură performantă și datorită distrugerilor războiului, nu mai este însă atât de des întâlnit.

## Economia
Regiunea este foarte dezvoltată din punct de vedere economic, realizând 60% din producția franceză de lubrifianți, 50% din productia franceză de materiale plastice și 30% din producția franceză de automobile. De asemenea este a 4-a regiune în ceea ce privește comerțul exterior și a 6-a în ceea ce privește cercetarea. Portul din Le Havre este al doilea port francez după Marsilia în ceea ce privește volumul de mărfuri dar primul în ceea ce privește numărul de containere și al 9-lea din Europa. 